# Caroline Bliss
Caroline Bliss (* 12. Juli 1961 in Hammersmith, London als Carol Gatehouse) ist eine britische Schauspielerin.

## Leben und Wirken
Caroline Bliss wirkte zwischen 1982 und 1996 insgesamt in 18 Spielfilmen mit.
Sie wurde besonders bekannt durch die Rolle der Miss Moneypenny in den beiden James-Bond-Filmen Der Hauch des Todes (1987) und Lizenz zum Töten (1989). In beiden Filmen spielte Timothy Dalton den Geheimagenten James Bond. Caroline Bliss ersetzte damit die langjährige Moneypenny-Darstellerin Lois Maxwell. Im Jahr 1995 wurde Caroline Bliss im James-Bond-Film GoldenEye durch die Schauspielerin Samantha Bond ersetzt.
Bliss ist mit dem Autor und Schauspieler Andy Secombe, einem Sohn des Künstlers Harry Secombe, verheiratet.

## Filmografie (Auswahl)
- 1982: Charles & Diana: A Royal Love Story (Fernsehfilm)
- 1984: Killer-Vertrag (Killer Contract, Fernsehfilm)
- 1984: Johannes Paul II. – Sein Weg nach Rom (Pope John Paul II., Fernsehfilm)
- 1985: Mein Bruder Jonathan (My Brother Jonathan, Fernsehserie, fünf Folgen)
- 1987: Die Geldleute (The Moneymen, Fernsehfilm)
- 1987: Der Hauch des Todes (The Living Daylights)
- 1989: Lizenz zum Töten (Licence to Kill)
- 1989: Braxton
- 1990: Der Paradise Club (The Paradise Club, Fernsehserie, fünf Folgen)
- 1994: Insektors (Fernsehserie, Stimme)
- 1996: Inspektor Wexford ermittelt (Ruth Rendell Mysteries, Fernsehserie, Doppelfolge: Ein Fall von Zufall)
- 1996: Blitzlicht (Kurzfilm)